# 山武杉
山武杉（さんぶすぎ）は、千葉県の主に山武地域（他に千葉、印旛、長生、夷隅など）を産地とする杉。
江戸時代の中ごろより栽培が盛んになり、現在では千葉県の杉林面積の17.8%を占めている。